# Kyrsteniopsis spinaciifolia
Kyrsteniopsis spinaciifolia là một loài thực vật có hoa trong họ Cúc. Loài này được (DC.) B.L.Turner mô tả khoa học đầu tiên năm 1997.